# Ferrovia de alta velocidade Haramain
A ferrovia de alta velocidade Haramain (em árabe: قطار الحرمين السريع, translit. qiṭār al-ḥaramayn as-sarīʿ), também conhecida como a ferrovia Ocidental ou ferrovia de alta velocidade Meca–Medina, é uma linha ferroviária de alta velocidade na Arábia Saudita. Ligando as cidades sagradas muçulmanas de Medina e Meca, tem uma linha principal de 449.2 km (279.1 mi) e um ramal de 3.75 km (2.33 mi) que se conecta com o Aeroporto Internacional King Abdulaziz (KAIA), em Jidá . A linha opera a uma velocidade máxima comercial de 300 km/h (190 mph).
A construção da linha começou em março de 2009, sendo oficialmente inaugurada em 25 de setembro de 2018, e aberta ao público em 11 de outubro do mesmo ano. A ferrovia deve transportar 60 milhões de passageiros por ano, incluindo cerca de 3 a 4 milhões de peregrinos do Haje e Umra, ajudando a aliviar o congestionamento do tráfego nas estradas. A ferrovia não tem conexão com o Metrô de Meca.
Em 31 de março de 2021, aconteceu a primeira viagem a Medina desde o início da pandemia de COVID-19 e as operações entre Meca e Medina serão retomadas após terem sido interrompidas em 20 de março de 2020 devido ao surto da doença.